# Kobiety Ekstraliga 2009/10
Die Kobiety Ekstraliga 2009/10 war die 31. Auflage des höchsten polnischen Frauenfußballwettbewerbs, der Ekstraliga Kobiet. Meister wurde der Titelverteidiger RTP Unia Racibórz. Aufsteiger aus der zweiten polnischen Liga war TS Mitech Żywiec.

## Abschlusstabelle
| Pl. | Verein                  | Sp. | S  | U | N  | Tore    | Diff. | Punkte |
| --- | ----------------------- | --- | -- | - | -- | ------- | ----- | ------ |
| 1.  | RTP Unia Racibórz (M)   | 20  | 17 | 1 | 2  | 084:120 | +72   | 52     |
| 2.  | Medyk Konin             | 20  | 12 | 3 | 5  | 057:330 | +24   | 39     |
| 3.  | KS AZS Wrocław (P)      | 20  | 10 | 4 | 6  | 056:270 | +29   | 34     |
| 4.  | AZS PWSZ Biała Podlaska | 20  | 8  | 4 | 8  | 025:400 | −15   | 28     |
| 5.  | TS Mitech Żywiec (N)    | 20  | 6  | 1 | 13 | 021:440 | −23   | 19     |
| 6.  | MUKS Praga Warszawa     | 20  | 0  | 1 | 19 | 010:970 | −87   | 01     |

| (M) | Polnischer Meister 2008/09    |
| (P) | Pokalsieger 2008/09           |
| (N) | Aufsteiger der Saison 2008/09 |

## Relegation
Die Relegation zwischen dem Letzten der Kobiety Ekstraliga und dem Gewinner der Aufstiegsrunde aus den zweiten Ligen wurde am 13. und am 16. Juni 2010 ausgetragen.
|                 | Gesamt |                     | Hinspiel | Rückspiel |
| --------------- | ------ | ------------------- | -------- | --------- |
| 1. FC Kattowitz | 4:0    | MUKS Praga Warszawa | 2:0      | 2:0       |